# Kabaret Olgi Lipińskiej
Kabaret Olgi Lipińskiej là series chương trình truyền hình dài tập do đạo diễn nhà hát Warszawa kiêm nghệ sĩ châm biếm Olga Lipińska chỉ đạo sản xuất. Series bị thiết quân luật cấm phát sóng dưới thời Cộng hòa Nhân dân Ba Lan và chỉ được tái sản xuất trên đài truyền hình Ba Lan TVP2 vào tháng 6 năm 2010 

## Chương trình gây tranh cãi
Đài truyền hình Ba Lan TVP2 tái sản xuất Kabaret Olgi Lipińskiej vào ngày 11 tháng 6 năm 2010 và gần như ngay lập tức đã trở thành nguồn gốc của nhiều cuộc tranh cãi mới. Bộ phim được phát sóng ngay trước cuộc bầu cử, mặc dù Lipińska nhấn mạnh rằng chủ đề của nó là phi chính trị và thay vào đó tập trung vào khắc họa nhiều thể loại cử tri khác nhau. Một số ứng cử viên đã tố cáo bộ phim và nhiều khán giả tỏ ra bức xúc.
Từ tháng 1 năm 1993 đến tháng 7 năm 1996, 21 tập phim đã ghi hình ở Lipińska 30 năm trước đó đã phát hành trên series 7 đĩa DVD. Kể từ năm 2008, Sony Music Entertainment  là nhà phân phối đĩa tại Ba Lan.